# نیکولایفکا (شهرستان بوریسکی، استان آمور)

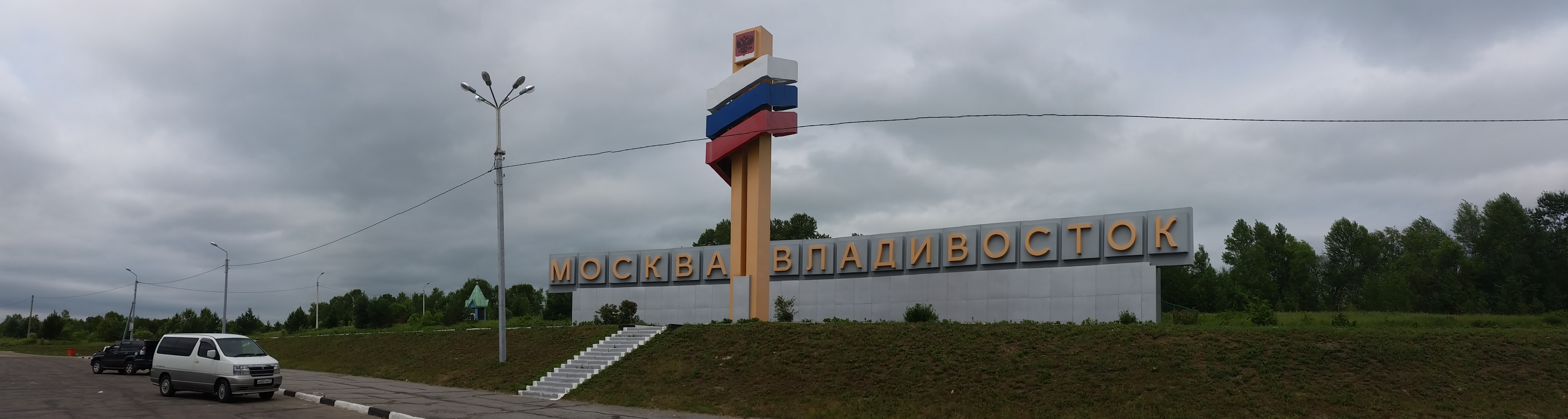
منطقه نیکولایفکا

نیکولایفکا (به لاتین: Nikolayevka) یک منطقهٔ مسکونی در روسیه است که در استان آمور واقع شده‌است.